# John Winther (politiker)
 Der er flere personer med dette navn, se John Winther.
John Herbert Winther (født 25. juli 1935 i København død 22. december 2017) var en dansk politiker, der fra 1978 til 2000 var borgmester i Frederiksberg Kommune, valgt for Det Konservative Folkeparti. Han er desuden tidligere folketingsmedlem.
Winther har realeksamen fra Metropolitanskolen og tog efterfølgende en handelsuddannelse. Han var elev og senere assistent i forsikringsselskabet Hafnia, og blev i 1966 reklamechef i Nordisk Fiat A/S. I 1972 blev han vicedirektør samme sted.
Han begyndte sin politiske karriere i 1959, hvor han blev formand for Konservativ Ungdom i København. Det var han frem til 1961. Han blev medlem af Frederiksberg Kommunalbestyrelse i 1964, og var 1970-1971 og igen 1977-1978 medlem af Folketinget. I 1978 blev han borgmester. Han var medlem af Hovedstadsrådet og formand for HT 1994-1998. Winther trak sig som borgmester i 2000, og er dermed en af de længst siddende borgmestre i Danmark. Hans efterfølger blev Mads Lebech.
Fra 1990 til 1997 var han næstformand for Det Konservative Folkeparti, og i 1988-1993 var han formand form Civilforsvarsforbundet og fra 1996 formand for Samvirket Folk og Forsvar. Han har desuden været formand for Frederiksbergbaneselskabet i 8 år og medlem af Beredskabskommissionen 1982-2001.
2001 blev han Kommandør af Dannebrog. Han bar også Den Islandske Falkeorden og Hjemmeværnets Fortjensttegn. Frederiksberg Bredegade 16–20 (mellem Smallegade og Frederiksberg Have) blev i 2025 omdannet til torv og navngivet John Winthers Plads.